# 黄垒河
黄垒河为山东省乳山市境内的一条河流。

## 概况
黄垒河发源于昆嵛山南麓牟平区曲家口村西北的黄垒口，故名。流经牟平、乳山、文登3地，境内流经下初、冯家、大孤山、南黄4镇，在浪暖口入黄海。全长69公里(境内长48.6公里) ，境内流域面积651.7平方公里。河流所经之地，上游为低山丘陵区，中游为丘陵区，下游为平原区，整个流域区呈叶状。河床宽度不一，上游牟平黄垒口至吴上100米左右， 中游吴上至南黄150米左右，下游南黄至浪暖口200米左右，河口处最宽800米。黄垒河汛期最大流量2173立方米/秒，枯水期流量0.08立方米/秒，属常年性河流，河口水深2.5米。

## 主要支流
黄垒河境内较大支流有以下5条：
黄格庄河发源于下初镇双山南麓，自北向南流经初家沟、英格庄、西泊、黄格庄，转向东流经下初入黄垒河主干流，全长10公里，河床宽处50米。
老清河发源于昆嵛山前怀牟平区宋家口，在冯家镇北高格庄附近进入境内，向南流经花家疃、北汉村、冯家村汇入黄垒河，全长28公里(境内长约12公里)，流域面积100平方公里，流域内有中型水库1座，可控制流域面积81平方公里。
石城河发源于大孤山镇万户村南，自南向北流经石灰刘家、石城、山北头入黄垒河，全长8公里。河床宽处约30米,属季节性河流。
归仁河发源于三佛山东麓，自西南向东北流经归仁、宫家疃，在湾头村北汇入黄垒河，全长6.4公里。河床宽处40米，属季节性河流。
洋水河为黄垒河下游最大支流，发源于南黄镇西部山区的崮山寺一带, 呈西南东北方向流经西珠、东珠、李家疃、高家屯、西洋水、东洋水汇入黄垒河，全长10.2公里。河道宽60米，属季节性河流。上游建有小型水库1座。